# Karl Gufler
Karl Gufler (* 1919 in Passeier; † 1947 in Italien) war ein Südtiroler Bauerknecht, der zu einem Widerstandskämpfer gegen den Nationalsozialismus wurde. Nach dem Krieg lebte er weiter als Bandit und starb 1947 bei einem Feuergefecht mit italienischen Carabinieri.

## Leben
Karl Gufler stammte aus ärmlichen Verhältnissen und verdingte sich in den wirtschaftlich schwierigen 1930er Jahren schon früh als Hüterbub und Knecht. Nach dem Abkommen zwischen Adolf Hitler und Benito Mussolini vom 21. Oktober 1939 entschied er sich für die Option ins Deutsche Reich zu übersiedeln und wurde kurz darauf Soldat in der Wehrmacht.
Nach drei Jahren an der Front, wo er mehrere Auszeichnungen erhielt, wurde er immer mehr zu einem Kriegsgegner und desertierte 1943. Er kehrte ins Passeiertal zurück und lebte dort als Partisan versteckt im Gebirge. Nach dem Sturz Mussolinis besetzten die Deutschen Norditalien, und Gufler wurde von einheimischen Nationalsozialisten erkannt und gefangen genommen. Er wurde zunächst zum Tod verurteilt, jedoch darauf zum Einsatz in einer deutschen Strafkompanie begnadigt. Dies kam jedoch einem Todesurteil sehr nahe, da diese Strafkompanien oft als Kanonenfutter eingesetzt wurden. Dennoch gelang es ihm, in Ungarn erneut zu desertieren und wieder in seine Heimat zurückzukehren. Dort scharten sich bald noch weitere Deserteure um ihn. So wurde Karl Gufler zum Anführer einer Partisanengruppe. In der Folge machte er den Hauptverantwortlichen für seine vorherige Verhaftung ausfindig und rächte sich an ihm.
Am Ende des Krieges arbeitete Gufler für kurze Zeit offiziell für die vorrückenden Amerikaner. Als jedoch wieder Normalität eingekehrt war und Südtirol weiterhin ein Teil Italiens blieb, wollte Karl Gufler nicht wieder ins Zivilleben zurückkehren. Er blieb weiterhin als bewaffneter Partisan in den Wäldern, während seine früheren Gegner wieder in Amt und Würden kamen. Nun wurde er allerdings nicht mehr als Widerstandskämpfer, sondern als Bandit angesehen. Um sich mit Lebensmitteln zu versorgen, schlug er sich mit Diebstählen durch.
Im Jahr 1947 kam es zu einem Schusswechsel mit italienischen Carabinieri, bei dem Karl Gufler tödlich verwundet wurde. Zu diesem Zeitpunkt war er 27 Jahre alt.

## Historische Beurteilung
Die Lebensgeschichte von Karl Gufler wurde erst vor einigen Jahren vom Bozener Historiker Carlo Romeo anhand von Prozessakten und Zeitzeugenaussagen genauer erforscht und in einem historischen Roman veröffentlicht (Sulle tracce di Karl Gufler il bandito, 1993). Dieses auf Italienisch geschriebene Werk wurde von Martha Verdorfer und Dominikus Andergassen ins Deutsche übersetzt, ergänzt durch einen historischen Anhang von Leopold Steurer (Flucht ohne Ausweg. Auf den Spuren des Banditen Karl Gufler, 2005).
Trotz der unterschiedlichen Gegebenheiten hat seine Biographie, zumindest bis Kriegsende, einige Parallelen zum österreichischen Widerstandskämpfer Sepp Plieseis, der eine Partisanengruppe aus desertierten Wehrmachtssoldaten in den Bergen des Salzkammerguts anführte.